# グリッチ
グリッチ（英語: glitch）とは、一過性の障害など、何らかのシステムにおける短時間の障害のことで、トラブルシューティングが困難なもののことである。特にコンピュータや電子工学の分野において、サーキット・ベンディングやビデオゲームのプレイヤーの間でよく使われる言葉である。一般的には、人間の組織や自然など、あらゆるシステムでグリッチは生じる。
グリッチは、わずかで一時的なものであり、真の意味で機能を破壊するような深刻なバグとは異なる。Alex PieschelはArcade Review誌で次のように書いている。
「バグ」は、より重く、非難されるべき蔑称としてよく使われるのに対し、「グリッチ」は、不意の入力やコードの領域外のものによって引き起こされる、より神秘的で得体の知れないものを意味している。

## 語源
ランダムハウス社の"Historical Dictionary of American Slang"を始めとするいくつかの参考書では、この言葉はドイツ語のglitschen（「滑る」の意）やイディッシュ語のgletshn（「横滑りする」の意）に由来するとしている。いずれにしても、この言葉は比較的新しいものである。1965年6月20日に放送されたクイズショー『ホワッツ・マイ・ライン』で、回答者のベネット・サーフ（ランダムハウス創業者）が「不具合(a kink)……あそこ（ケープ・ケネディ）で何か問題が起こると、ちょっとしたグリッチがあったと言われる」と述べたのが、初めて公の場で述べられた定義である。宇宙飛行士のジョン・グレンは、この言葉について次のように説明している。
我々が問題点を表現するために採用した他の言葉に「グリッチ」がある。グリッチとは、電気回路に突然新しい負荷がかかったときに起こる電圧の急上昇や変化のことである。スイッチを回したり、乾燥機やテレビを起動したりすると、家の中の照明が暗くなることがあるだろう。通常、このような電圧の変化はヒューズで保護されている。しかし、グリッチとは、短時間の、ヒューズでは保護できないような電圧変化である。
1965年7月4日放送の『ホワッツ・マイ・ライン』で、司会のジョン・デイリーはこの言葉をさらに定義し、ケネディ宇宙センターでロケットを打ち上げる際に使われる言葉だとして、「それは、何かがうまくいかないことを意味し、それが何であるかがわからないので、『グリッチ』と呼ぶのだ」と語っている。1965年7月23日の『タイム』誌の記事では、「グリッチ――腹立たしい妨害を意味する宇宙飛行士の言葉」(Glitches-a Spaceman's word for irritating disturbances.)と定義している。タイム誌では、この言葉は元々はロケットのハードウェアに発生した、特定するのが困難な小さな不具合を表す言葉として使われており、1950年代のアメリカの宇宙開発競争の中で広く使われるようになったと考えられるとしている。
『ウォール・ストリート・ジャーナル』に掲載されたベン・ジマーの記事によると、小説家のキャサリン・ブラッシュが『ワシントン・ポスト』、『ボストン・グローブ』などで連載していたコラム"Out of My Mind"の1940年5月19日付の記事で「グリッチ」という言葉を使っているのが、これまでに発見された中で最も早くこの言葉が使用された例であることを、イェール大学法学部の司書であるフレッド・S・シャピロが突き止めた。ブラッシュは、トニー・ランドールのラジオでの発言について言及しながら、次のように書いている。
ラジオの話者がちょっとした言葉遣いのミスをすると"fluff"と言い、ひどいミスをすると"glitch"と言うのですが、私はそれが大好きです。
ラジオでは、他にも1940年代に使用例が見られる。1943年4月11日付の『ワシントン・ポスト』紙に、ヘレン・シウサットのラジオ放送に関する著書"Mikes Don't Bite"の書評が掲載された。その書評家は、この本の誤りを指摘し、「ラジオの専門用語では、シウサット氏は'muff'、'fluff'、'bust'、'glitch'のどれかをやったのだろうか?」と書いている。また、1948年に出版された"The Advertising and Business Side of Radio"という本の中で、ネット・ミジリーは、放送する番組を適切にスケジュールする責任はラジオ局の送出部門にあるとして、「放送中のミスと呼ばれる『グリッチ』のほとんどは、送出部門のミスに起因する」と書いている。
さらに調べてみると、1950年代にグリッチはラジオからテレビへと移行していた。1953年の"Broadcasting Magazine"に掲載されたRCA社の広告では、同社のテレビカメラには「AC電源ラインの『グリッチ』（水平方向のバーの干渉）がない」としている。また、ベル電話会社は1955年のビルボード誌に、ベルシステムの回線で放送されるテレビ信号を2人の技術者がモニターしている広告を掲載した。その中では、「彼が仲間の技術者と『グリッチ』の話をするときは、映像の中を垂直に移動する細い横棒のように見える低周波干渉のことを言っている。」と書かれている。
1976年の書籍『CBバイブル』に掲載された市民バンド(CB)で使われるスラング集に「グリッチ」が掲載されており、「CB機器の定義できない技術的欠陥」と定義されている。この頃にはすでに市民バンドで使われていた用語であることがわかる。

## 電子工学におけるグリッチ
電子工学におけるグリッチとは、「ハザード」とも呼ばれ、特にデジタル回路において、信号が意図した値に落ち着く前に信号に発生する遷移のことである。一般的には、持続時間の短い電気パルスを意味し、多くの場合、共通のソースから派生したが遅延の異なる2つの信号間の競合状態が原因となる。クロック同期設計であれば、これは設計上は正常に発生する現象であり、無害で耐容性がある。
他の文脈では、グリッチは、故障や設計上の誤りによる望ましくない結果を表し、誤動作を引き起こす可能性がある。フリップフロップなどの一部の電子部品は、指定された最小持続時間よりも長いパルスによってトリガされる。指定された最小持続時間よりも短いパルスはグリッチと呼ばれることがある。関連する概念として、最小レベルよりも振幅が小さいパルスであるラントパルスや、リンギングや漏話によって引き起こされることが多い短いパルスである電圧スパイクがある。

## コンピュータにおけるグリッチ
コンピュータにおけるグリッチとは、通常、コンピュータを含むシステムが、その機能を完遂できない、あるいは適切に実行できないことを指す。
一般には、グリッチはすぐに修正される軽微な不具合のことを指し、システム障害の原因がプログラムの不具合にあるという事実を示すバグの婉曲表現として使用されている。
グリッチは、発生した時点では検出されず、後になってデータの誤りや人間の誤った判断によって現れるエラーのことを指すことも多い。コンピュータのグリッチと呼ばれるものには、ソフトウェアの記述ミス（バグ）、オペレータの操作ミス（オペレータ・エラー。この可能性を考慮していない場合もバグとみなされることがある）、検出されなかった無効な入力データ（これもバグとみなされることがある）、検出されなかった通信エラー、コンピュータ・ウィルス、トロイの木馬攻撃、コンピュータへの攻撃（俗にハッキングと呼ばれるもの）などがある。
このようなグリッチは、キーボードの誤動作、数字キーの故障、画面の異常（左右や上下が逆になる）、ランダムなプログラムの誤動作、プログラムの異常登録などの問題を引き起こす可能性がある。
コンピュータのグリッチによる混乱の例としては、2010年のニューカナンの浄水場の予期せぬ停止、オースティンの警察のコンピュータ支援配車システムの障害により緊急通報に対応できなくなったこと、2010年11月に宇宙探査機カッシーニが予期せぬビット反転によりセーフモードに移行したことなどが挙げられる。不具合はコスト増にもつながる。2015年には、ある銀行が数週間にわたって金利を上げることができず、1日あたり100万ドル以上の損失を出した。

## ビデオゲームにおけるグリッチ

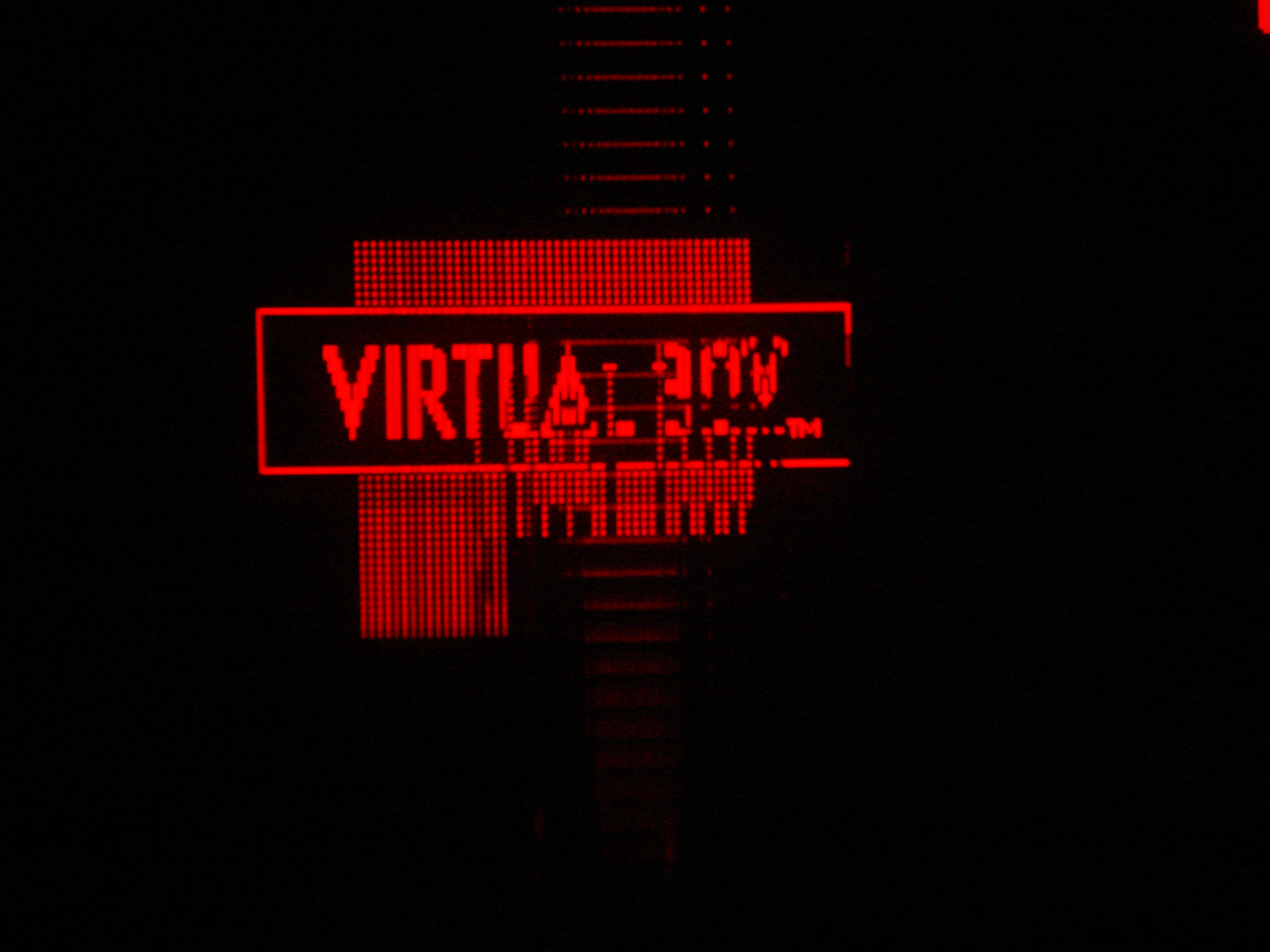
グリッチが発生したバーチャルボーイの起動画面

ビデオゲームにおけるグリッチとは、コード内に重大な問題を引き起こす可能性のあるソフトウェアのエラーのことで、通常、そのソフトウェアの制作中には気づかれず、解決されない。日本においては「バグ」と呼ばれることが多い。これらのエラーは、開発者や開発チームがパッチで修正するまで、裏技として使われたり、悪用されたりする。複雑なソフトウェアでは、最初のリリース時にバグがない、あるいはエラーがないということはほとんどない。 
ゲーム界においては、ごく一般的なソフトウェアの不具合を「バグ」と呼ぶが、通常では行わない操作や、一定の条件を満たした時に起こる進行不能の不具合や、強制リセット、正規の手順を踏まないで発生するエンディングを起こす現象を「グリッチ」と区分けすることがある。
一部のゲームの早解きの競技において、意図しない操作から強制的にエンディングを呼び出す手法を目標とするなど、正規のゲーム攻略からのエンディングと区分けするために、「グリッチ使用の有無」としてカテゴライズしている。

## テレビ放送におけるグリッチ
テレビ放送では、信号の破損により、画面上のギザギザした線、ブロックノイズ、画面の停止、色の反転などのグリッチを起こすことがある。これらのグリッチは、携帯電子機器や電子レンジからの干渉、放送局のケーブルの損傷、天候など様々な原因が考えられる。